# Kornmesserhaus

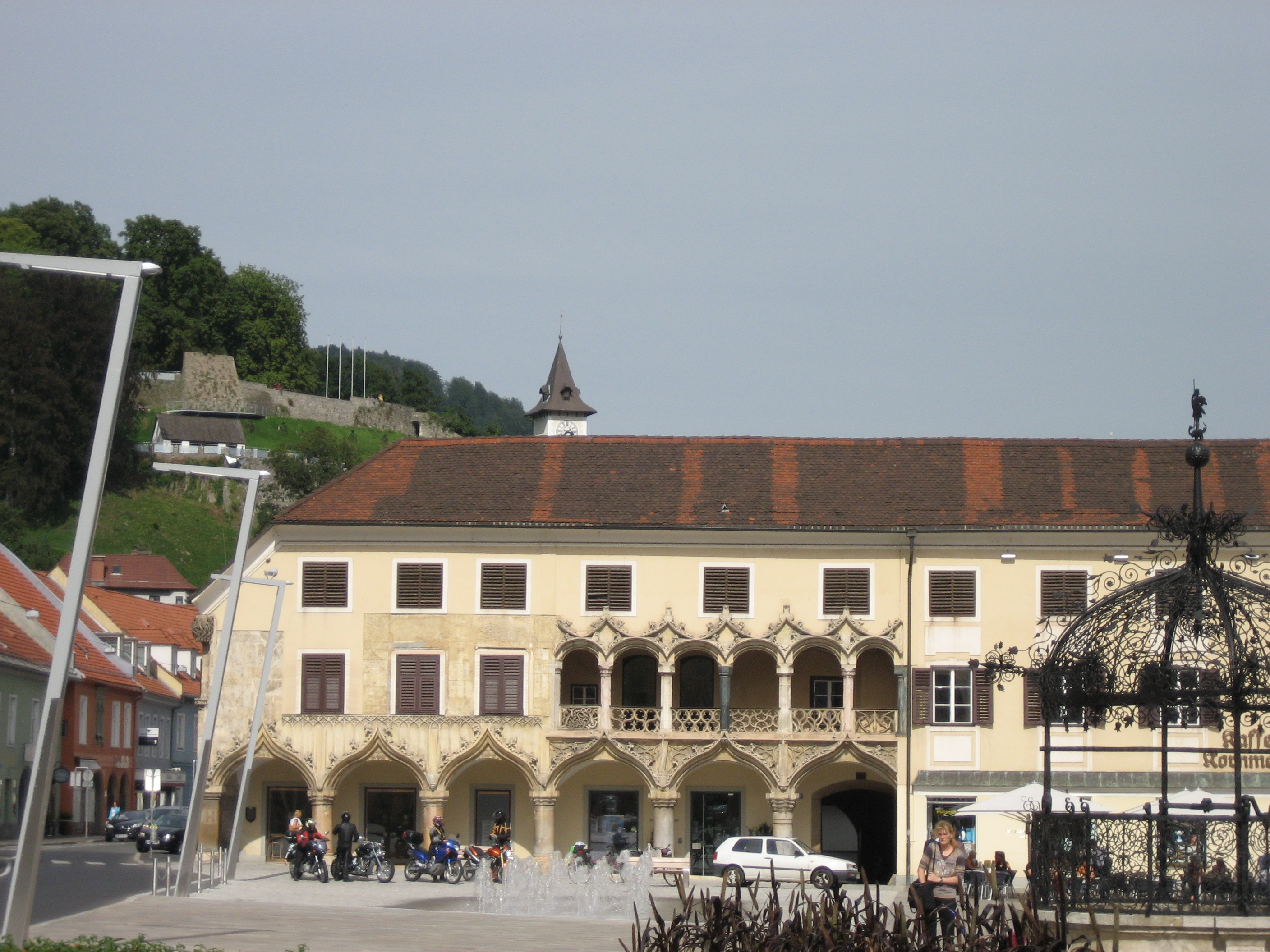
Kornmesserhaus, eiserner Brunnen und Schlossberg mit Uhrturm (August 2006)

Das Kornmesserhaus in Bruck an der Mur gilt als einer der schönsten gotischen Profanbauten Österreichs. Es entstand in den Jahren 1499 bis 1505 für den Hammerherrn Pankraz Kornmeß und ist in seiner Gestaltung von venezianischen Palästen der damaligen Zeit beeinflusst, wie sich beispielsweise an der reich verzierten offenen Arkadenfassade sehen lässt.
Auch die schön gestaltete Loggia oder das in die Wand eingemauerte Wappen Kornmeß' weisen auf dessen Wohlstand und weitreichende Eisen- und Arsenikhandelsbeziehungen hin. Dieses Gebäude, welches sich am Brucker Hauptplatz (Nr. 22) befindet, wird daher oft als Indiz für den Reichtum des Bürgertums zur Zeit Maximilians I. gedeutet. Die Gestaltung der Dekorationselemente an der Fassade des Hauses wird kunstgeschichtlich mit jener der Westempore der Eisenerzer Pfarrkirche St. Oswald (1513–1517) in Verbindung gebracht.
Von 1622 bis 1629 wurde das Kornmesserhaus als Brucker Rathaus verwendet, 1792 wurde es bei einem Stadtbrand schwer beschädigt.

## Sonstiges
Am 25. September 1962 brachte die Österreichische Post zu diesem Motiv eine Dauermarke der Briefmarkenserie Österreichische Baudenkmäler im Wert von 1,20 Schilling heraus.